# Factory Hill
Der Factory Hill ist ein Berggipfel im Yellowstone-Nationalpark im US-Bundesstaat Wyoming. Er hat eine Höhe von 2931 m und ist Teil der Red Mountains in den Rocky Mountains. Er liegt direkt nördlich des Mount Sheridan und westlich des Heart Lake Geyser Basin am Heart Lake. Zu Beginn der Geschichte des Yellowstone wurde dieser Gipfel von den Hayden-Expeditionen als Red Mountain bezeichnet, ein Name, der später auf die Bergkette übertragen wurde, in welcher er sich befindet. 1885 gaben Mitglieder des Arnold Hague Geological Surveys dem Gipfel seinen heutigen Namen.

## Belege
1. ↑  Geonames: Factory Hill. Abgerufen am 5. Januar 2021.
2. ↑  Whittlesey, Lee (1988): Yellowstone Place Names. Hrsg.: Montana Historical Society Press. Helena, MT, ISBN 0-917298-15-2.